# Németország hadereje
Németország hadereje (hivatalosan Bundeswehr – Szövetségi Védelmi Erő) a szárazföldi haderőkből (Heer), a légierőből (Luftwaffe), a haditengerészetből (Marine), az összhaderőnemi támogató szolgálatból (Streitkräftebasis) és a központi egészségügyi szolgálatból (Zentraler Sanitätsdienst) áll.

## Németország haderejének (Bundeswehr) főbb adatai
- Katonai költségvetés: 71,75 milliárd euró, beleértve a különleges eszközök 2. részletét, azaz mintegy 77,45 milliárd dollár (2024).[3]
- Részesedés a GDP-ben: 2,12% (2024)[4]
- Katonai személyzet: 181 672 fő. (2023)[1]
- Szolgálati idő a sorozottaknak: 2011. július 1-jével megszűnt a hadkötelezettség Németországban.
- Tartalékos: 930 000 fő. (2023)[2]
- Mozgósítható lakosság: 19 594 118 fő, melyből 15 747 493 fő alkalmas katonai szolgálatra.

#### Strukturális személyzeti problémák
A Potsdami Egyetem szakértője 2025-ben rámutatott arra, hogy túl sok a tiszt és a hivatalnok, míg a valóban bevethető katona egyre kevesebb. Az állománynak több mint fele nem lát el hadműveleti feladatokat, hanem minisztériumokban, törzskarokban és hivatalokban dolgozik, adminisztratív területen. A Bundeswehrben ugyanannyi alezredes van, mint közkatona. A hidegháború idején a tisztek aránya mindössze 8 százalék volt, ami az elmúlt években 22 százalékra nőtt. Boris Pistorius védelmi miniszter 2029 végéig mintegy 114 ezer önkéntes katonát szeretne bevonni a hadseregbe.

## Szárazföldi erők

A Német Hadsereg (Heer) helyőrségei

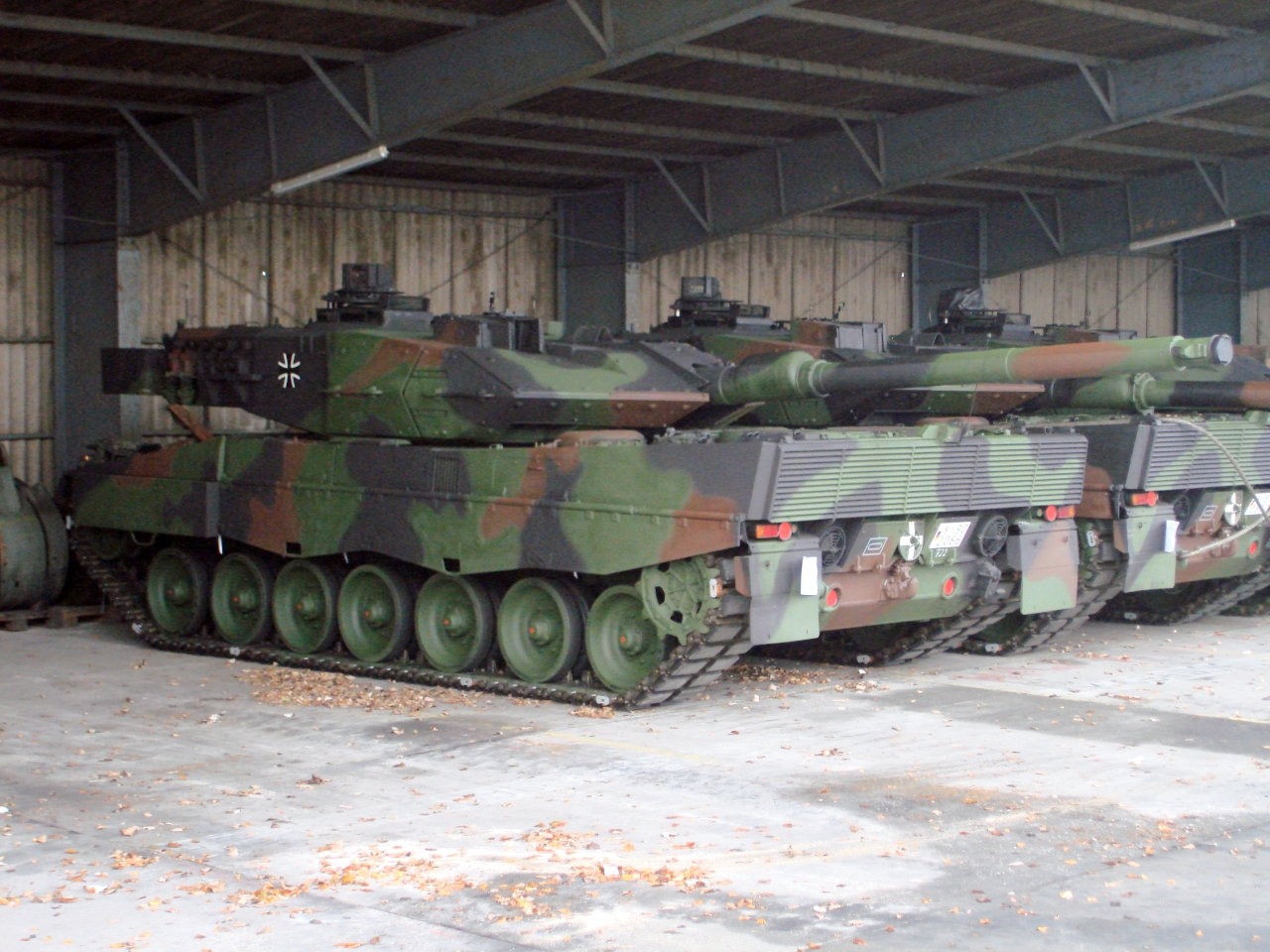
A Német Hadsereg Leopard 2A6 harckocsija

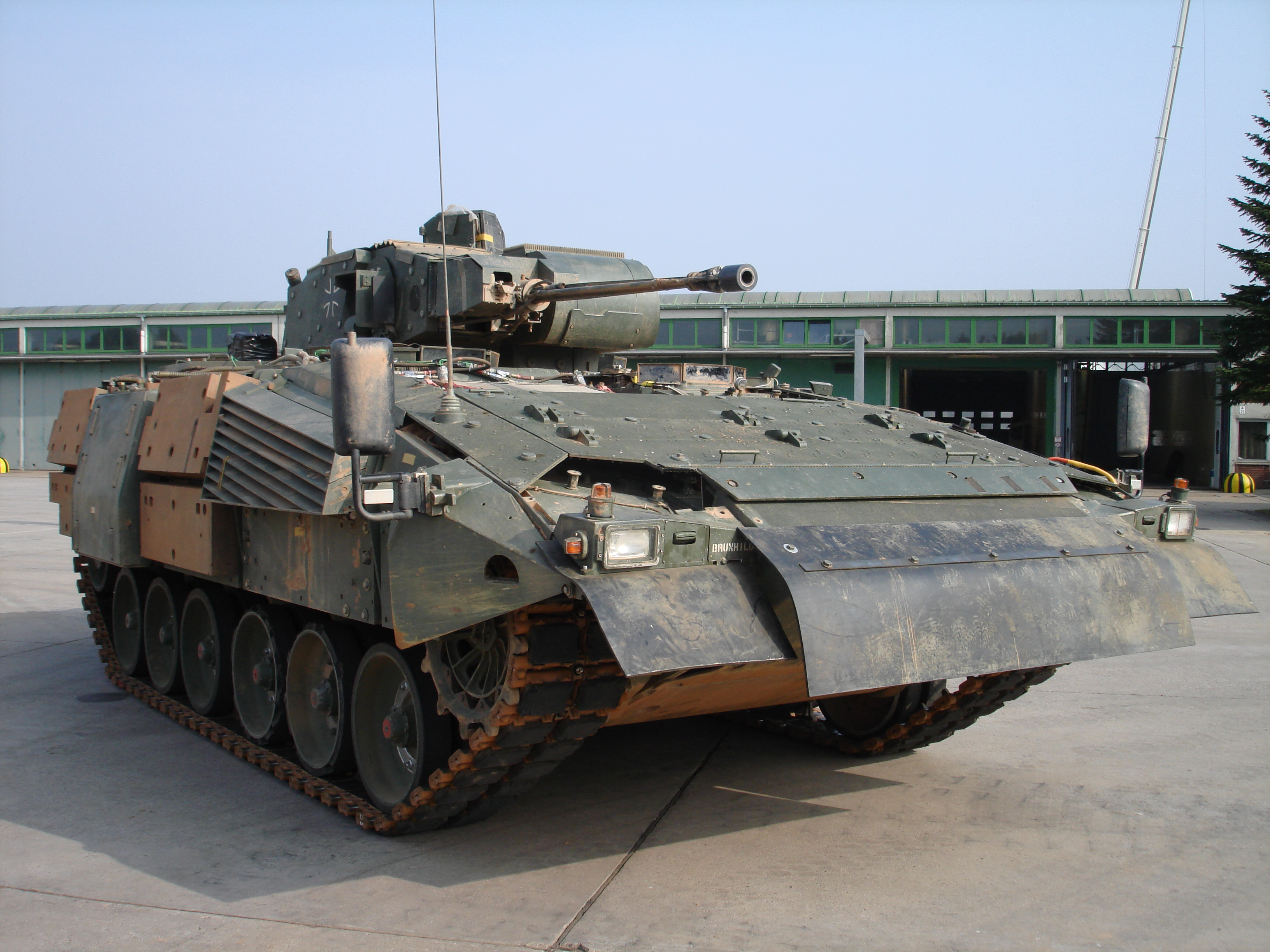
A Német Hadsereg Puma harcjárműve

Létszám 61 960 fő

### Állomány
- 1. páncélos hadosztály (Oldenburg)
  - Törzs és Híradó század
  - 9. Páncélos dandár
  - 21. Páncélos dandár
  - 41. Gépesített gyalogos dandár
  - 43. Gépesített dandár (Hollandia)
  - 325. Tüzérosztály
- 10. páncélos hadosztály (Veitshöchheim)
  - Törzs és Híradó század
  - 12. Páncélos dandár
  - 23. Hegyi gyalogosdandár
  - 37. Gépesített gyalogosdandár
  - Francia-Német dandár
  - 131. Tüzérosztály
  - 345. Tüzérosztály
- Gyorsreagálású hadosztály (Stadtallendorf)
  - Törzs és Híradó század
  - Különleges Műveleti Parancsnokság
  - 1. Ejtőernyős dandár
  - 11. Légimozgékonyságú dandár (Hollandia)
  - 10. Szállítóhelikopter ezred
  - 30. Szállítóhelikopter ezred
  - 36. Harcihelikopter ezred

### Felszerelés
ar 15 es g63c
| Származási hely          | Megnevezés               | Feladatkör                       | Mennyiség                           | Megjegyzés |
| Páncélozott harcjárművek | Páncélozott harcjárművek | Páncélozott harcjárművek         | Páncélozott harcjárművek            | Páncélozott harcjárművek                                                                                              |
| ------------------------ | ------------------------ | -------------------------------- | ----------------------------------- | --- |
| Németország              | Leopard 2 A5/A6/A7+      | harckocsi                        | 350 db                              | - Ebből 183 db A5 és 225 db A6 változatú. - A tervek szerint 2012-től 50 db harckocsit A7+ változatúra modernizálnak. |
| Németország              | Marder 1 A3/A5           | páncélozott gyalogsági harcjármű | 521 db                              | |
| Németország              | Puma                     | páncélozott gyalogsági harcjármű | 5 db (további 405 db megrendelve)   | - A Marder váltótípusa.                                                                                               |
| Németország · Hollandia  | Boxer                    | páncélozott szállító harcjármű   | ??? db (272 db megrendelve)         | |
| Németország              | Wiesel 1/2               | páncélozott szállító harcjármű   | 343 db                              | - Hadrendben áll páncéltörő rakétával (TOW) és 120 mm-es aknavetővel felszerelt változata is.                         |
| USA                      | M113                     | páncélozott szállító harcjármű   | 594 db                              | |
| Németország              | ATF Dingo                | páncélozott szállító jármű       | 533 db (további 156 db megrendelve) | |
| Svájc                    | Eagle                    | páncélozott szállító jármű       | ??? db (672 db megrendelve)         | |
| Tüzérségi eszközök       |                          |                                  |                                     | |
| Németország              | Panzerhaubitze 2000      | önjáró tüzérségi löveg           | 148 db                              | - Eredetileg 185 db-ot szereztek be; 31 db hadrendből kivonva.                                                        |
| USA                      | M270 MLRS                | rakéta-sorozatvető               | 55 db                               | - 202 db hadrendből kivonva.                                                                                          |
| Helikopterek             |                          |                                  |                                     | |
| Európai Unió             | Airbus Tiger             | harci helikopter                 | 11 db (további 69 db megrendelve)   | |
| Németország              | CH–53 Sea Stallion       | szállító helikopter              | 101 db                              | - Eredetileg 110 db-ot gyártottak le licencben.                                                                       |
| Németország              | UH–1 Iroquois            | szállító helikopter              | 82 db                               | - Készült a Dorniernél licencben. - Hamarosan kivonják a hadrendből.                                                  |
| Németország              | MBB Bo 105               | szállító/könnyű harci helikopter | 104 db                              | |
| Európai Unió             | Eurocopter EC135         | szállító helikopter              | 15 db                               | |
| Európai Unió             | NHI NH90                 | szállító helikopter              | 3 db (további 77 db megrendelve)    | |

### Szárazföldi személyszállítás
A Német Hadsereg 212 darab Iveco Crossway típusú autóbuszt rendelt, amely Csehországban kerül legyártásra.

## Légierő
Létszám
26 787 fő
Repülési idő a pilótáknak: 150 óra
Állomány

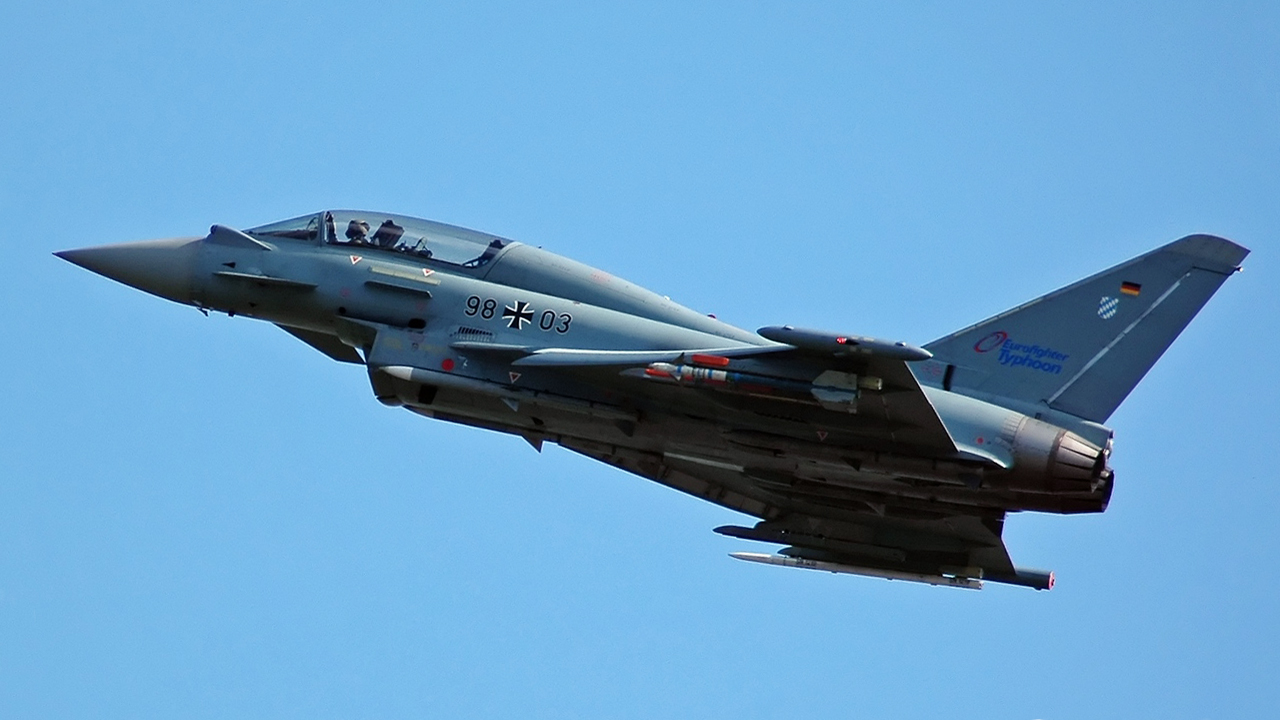
A Német Légierő (Luftwaffe) egy kétüléses Eurofighter Typhoon harci repülőgépe

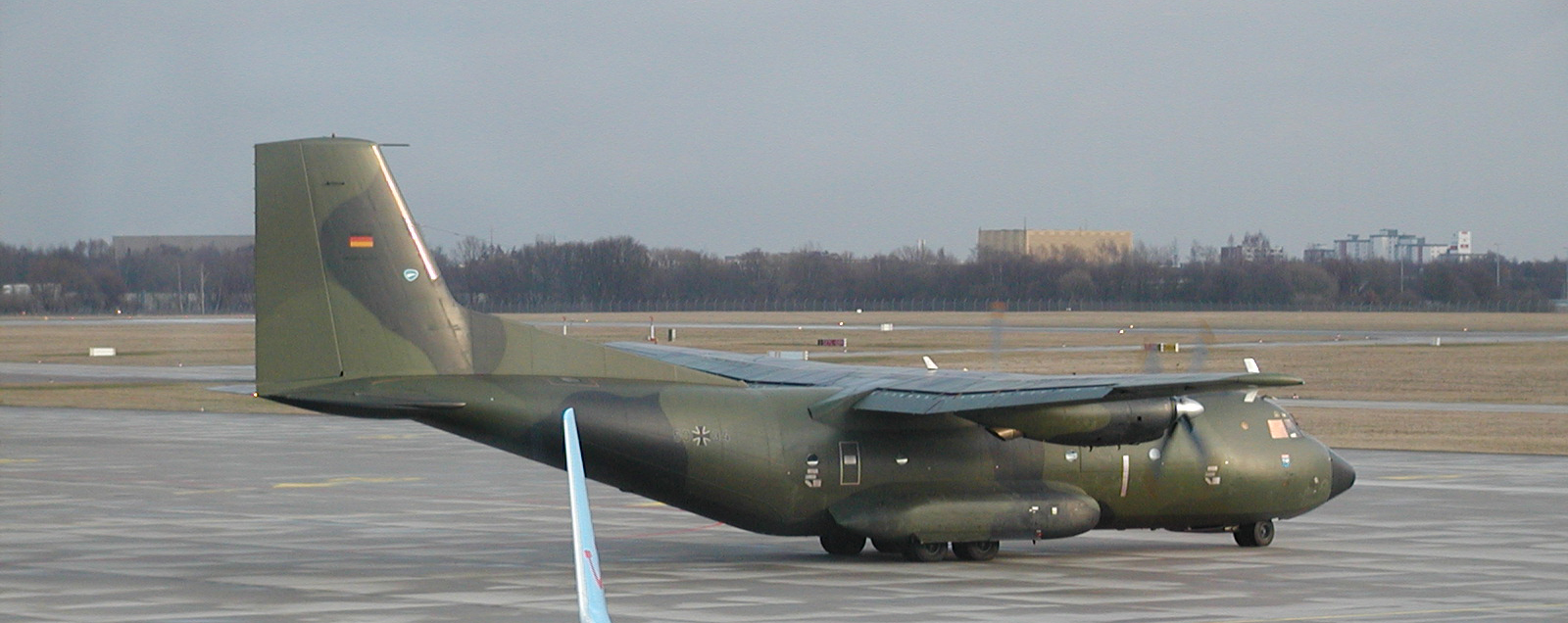
A Német Légierő (Luftwaffe) egy C-160-as szállító repülőgépe

- 1. légi hadosztály (Fürstenfeldbruck)
  - 74. vadászrepülő ezred
  - 32. vadászbombázó ezred
  - 61. légi szállító ezred
  - 62. légi szállító ezred
  - 5. légvédelmi rakéta ezred
  - Különleges műveletek ezred
- 2. légi hadosztály (Birkenfeld)
  - 73. "Steinhoff" vadászrepülő ezred
  - 31. "Boelcke" vadászbombázó ezred
  - 33. vadászbombázó ezred
  - 2. légvédelmi rakéta ezred
- 4. légi hadosztály (Aurich)
  - 71. "Richthofen" vadászrepülő ezred
  - 51. "Immelmann" felderítő ezred
  - 63. légi szállító ezred
  - 1. légvédelmi rakéta ezred

## Haditengerészet
Létszám
15 587 fő
Állomány
- 1. Flottilla (Kiel)
  - 1. tengeralattjárós század
  - 1. korvett század
  - 7. járőrhajó század
  - 3. aknamentesítő század
  - 5. aknamentesító század
  - Különleges hadviselési csoport
- 2. Flottilla (Wilhelmshaven)
  - 2. fregatt század
  - 4. fregatt század
  - Támogató század

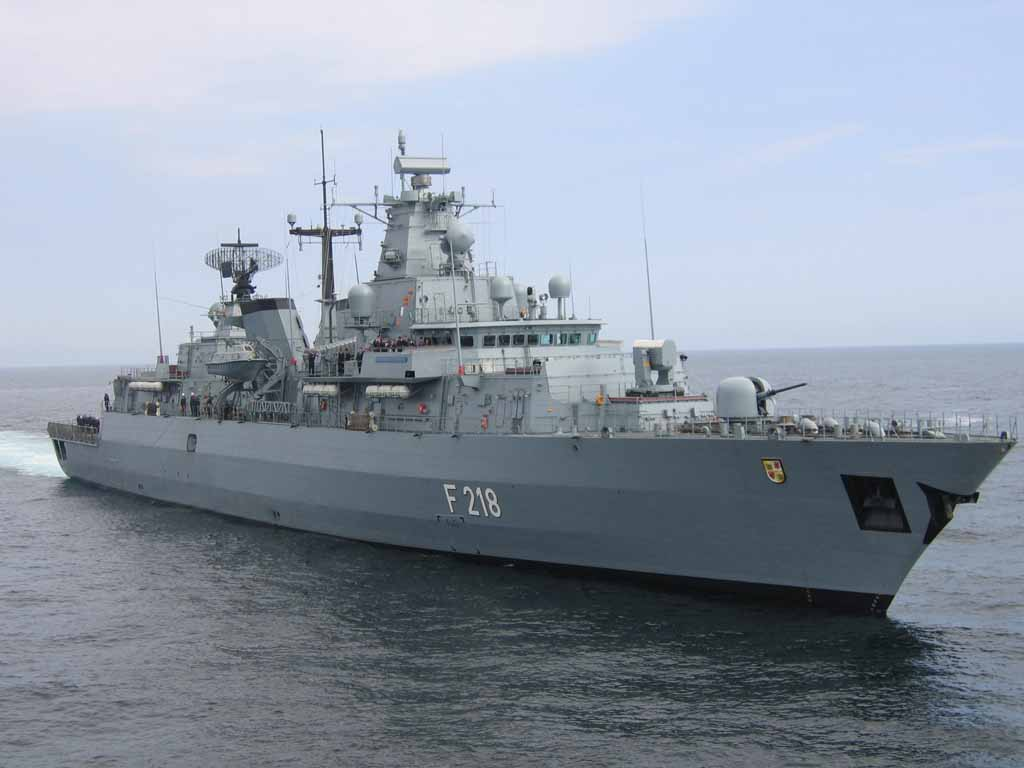
A Német Haditengerészet Mecklenburg-Vorpommern (F218) fregattja

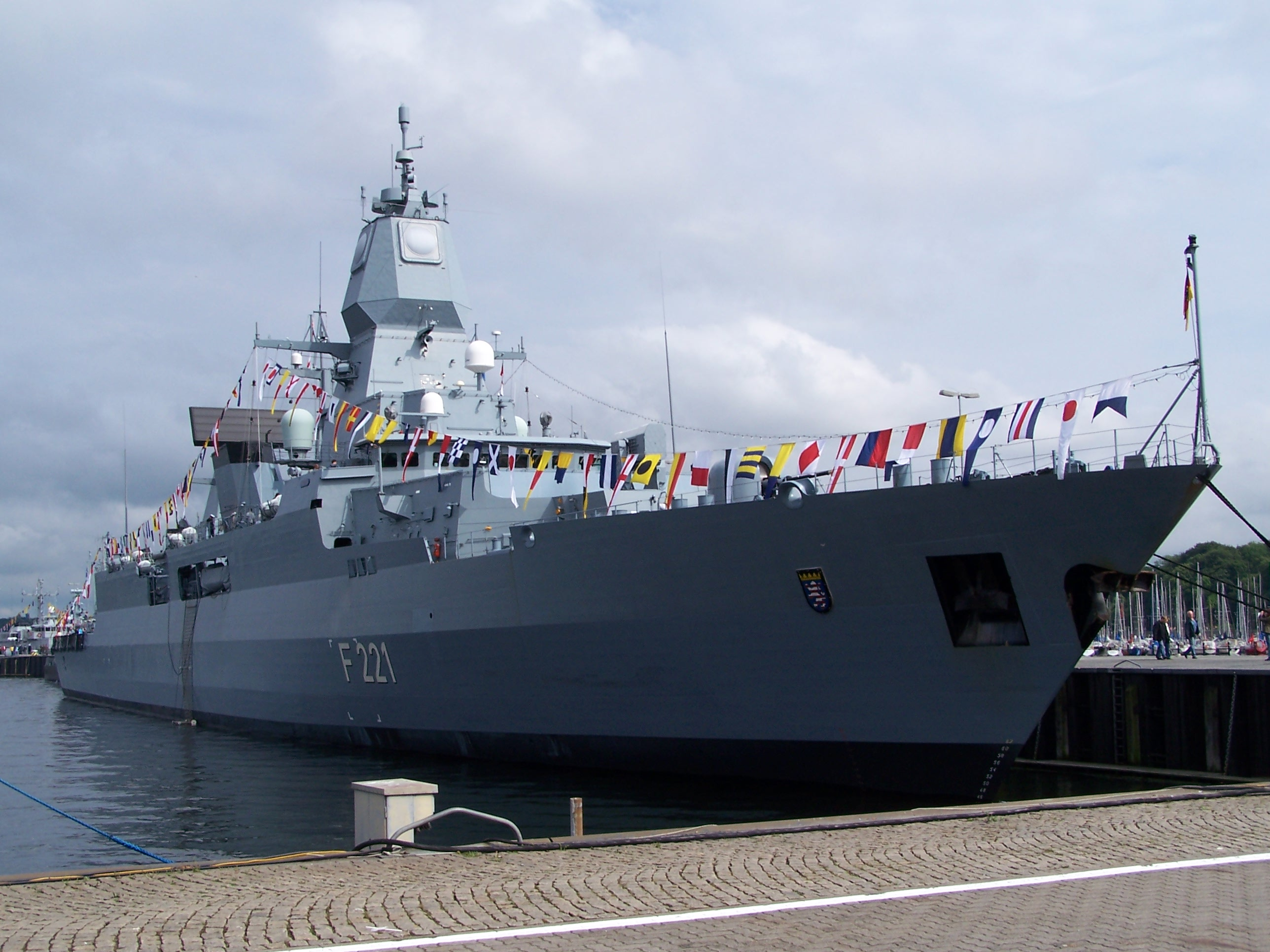
A Német Haditengerészet Hessen (F221) légvédelmi fregattja

- 3. haditengerészeti repülő ezred (Nordholz)
- 5. haditengerészeti repülő ezred (Kiel)
- Haditengerészeti Egészségügyi Központ (Kiel)

Hadihajók
- 4 db tengeralattjáró (212-es típus)
- 15 db fregatt
  - 3 db Sachsen (Szászország) osztályú légvédelmi fregatt
  - 4 db Brandenburg osztályú többfeladatú fregatt
  - 8 db Bremen (Bréma) osztályú többfeladatú fregatt
- 2 db korvett (Braunschweig-osztály)
- 10 db járőrhajó (Gepard-osztály)
- 20 db aknarakó-szedő hajó
  - 5 db Ensdorf-osztályú hajó
  - 5 db Kulmbach-osztályú hajó
  - 12 db Frankenthal-osztályú hajó
- 46 db egyéb feladatú hajó

Haditengerészeti légierő
| Származási hely            | Megnevezés    | Feladatkör                           | Mennyiség               | Megjegyzés                                                                            |
| Repülőgépek                | Repülőgépek   | Repülőgépek                          | Repülőgépek             | Repülőgépek                                                                           |
| -------------------------- | ------------- | ------------------------------------ | ----------------------- | ------------------------------------------------------------------------------------- |
| USA · Hollandia            | P–3 Orion     | tengerészeti felderítő repülőgép     | 8 db                    | - P-3C verzió. - Eredetileg a Holland Királyi Haditengerészettől kerültek beszerzésre |
| Németország                | Do 228        | felderítő repülőgép                  | 2 db                    | - Szükség esetén a német szövetségi közlekedésügyi minisztérium is használja.         |
| Helikopterek               |               |                                      |                         |                                                                                       |
| Egyesült Királyság         | Westland Lynx | tengeralattjáró-elhárító helikopter  | 22 db                   |                                                                                       |
| Egyesült Királyság         | H–3 Sea King  | többfeladatú tengerészeti helikopter | 21 db                   |                                                                                       |
| Pilóta nélküli repülőgépek |               |                                      |                         |                                                                                       |
| Ausztria                   | S-100         | pilóta nélküli helikopter            | 0 db (6 db megrendelve) |                                                                                       |